# Shikantaza

Daruma sitzt der Wand gegenüber (Reigen Eto, 18. Jh.)

Shikantaza (japanisch 只管打坐 shikan taza, im Deutschen meist als „nur Sitzen“ übersetzt) ist ein Schlüsselbegriff in der Sōtō-Tradition des Zen-Buddhismus. Er bezieht sich auf die in dieser Schule praktizierte Form der Sitzmeditation (Zazen). Hierbei soll der Praktizierende seine Aufmerksamkeit nicht auf ein konkretes Objekt wie den Atem oder die Durchdringung eines Kōans richten, sondern „einfach sitzen“.
Erstmals findet sich der Begriff bei Dōgen (1200–1253), dem Begründer der Sōtō-Schule, der damit einen Ausdruck seines chinesischen Lehrmeisters Rujing übernahm. Er steht in engem Zusammenhang mit der Lehre von der „Stillen Erleuchtung“ (japanisch 默照禅 mokushō zen). Die beiden Konzepte sind zentral für das Selbstverständnis der Sōtō-Schule, die sich damit insbesondere von der Rinzai-Schule und der dort praktizierten Kōan-Meditation (japanisch 看話禪 kanna zen) abgrenzt.

## Begriff
Der Begriff Shikantaza ist die sinojapanische Lesung des chinesischen Ausdrucks Zhǐguǎn dǎzuò (只管打坐). Der erste Bestandteil zhǐguǎn (只管, alternativ auch 祇管) lässt sich mit „nur“, „lediglich“ oder „ausschließlich“ übersetzen. Der zweite Bestandteil dǎzuò (打坐) bedeutet „sitzen“, wobei dǎ (打, wörtlich „schlagen“) zur Desubstantivierung dient. Als feststehender Ausdruck wird Shikantaza zumeist im Sinne von „nur sitzen“ oder „nichts als sitzen“ verstanden. Im Bendowa, dem Shōbōgenzō vorangestellt, verwendet Dōgen auch die japanische Übersetzung tadashi taza shite (ただし打坐して).

## Konzept

### Shikantazabei Dōgen
Dōgen zitiert mit dem Ausdruck den chinesischen Meister Tiantong Rujing (天童如淨,  Tiāntóng Rújìng, jap. Tendō Nyojō), bei dem er von 1225 bis 1227 die zweite Hälfte seines Aufenthaltes in China verbrachte. Bevor Dōgen zu Rujing in das Jingde-Kloster auf dem Tiantong-Berg kam, hatte er bereits zwei Jahre erfolglos nach jemandem gesucht, der ihm die authentische Chan-Lehre vermitteln konnte. Nach Dōgens Darstellung war Rujing der einzige, die die zentrale Bedeutung des Sitzens in Zazen für die Verwirklichung des Buddha-Dharma erkannte und predigte. Hierzu heißt es in Dōgens Hauptwerk:

„Mein früherer Meister, der ewige Buddha, sagte: «[Za]zen zu praktizieren bedeutet, Körper und Geist loszulassen. Wenn ihr einfach nur sitzt, ist die Verwirklichung von Anfang an da. Es ist nicht notwendig, Räucherwerk zu verbrennen, euch niederzuwerfen, Buddhas Namen zu rezitieren, zu bekennen oder Sūtren zu lesen.»
Es ist klar, dass in den letzten vier- oder fünfhundert Jahren nur ein Mensch, nämlich mein früherer Meister, das Auge der Buddhas und Vorfahren erfasst und unmittelbar im Auge der Buddhas und Vorfahren gesessen hat. Sogar in China haben es nur wenige Menschen ihm gleichgetan. Nur sehr wenige Menschen wissen, dass nichts anderes zu tun als zu sitzen der Buddha-Dharma selbst ist, und dass der Buddha-Dharma selbst nichts anderes ist als nur zu sitzen. Auch wenn einige mit dem Körper verstanden haben, dass das Sitzen der Buddha-Dharma ist, hat niemand das Sitzen als das Nur-Sitzen erkannt.“

Dōgen verwendet den Begriff des Shikantaza stets im Zusammenhang mit einem weiteren Ausdruck von Rujing: „Körper und Geist fallen ab“ (身心脫落,  shēnxīn tuōluò bzw. jap. shinjin datsuraku). Dieser Satz, den Rujing an einen Mönch richtete, der bei der Meditation eingeschlafen war, löste bei Dōgen eine fundamentale Einsicht in die Natur der Dinge aus. In seinen Schriften verwendet Dōgen den Ausdruck, um die Erleuchtungserfahrung zu charakterisieren, die sich durch die Praxis des Nur-Sitzens verwirklicht.
Weitere wichtige Leitsätze, die Dōgen im Hinblick auf Zazen aufstellte, sind Shoshin Tanza, die regelmäßige Übung, und Hishiryō, das „Denken aus dem Grunde des Nicht-Denkens“. Während Dōgen diese Maximen allerdings im Rahmen seiner praktischen Unterweisungen für die Zazen-Praxis explizit erwähnt, findet sich der Begriff des Shikantaza in diesem Zusammenhang nicht. Er taucht vielmehr nur dann auf, wenn Dōgen über das Verhältnis von Sitzen und Verwirklichung des Buddha-Dharma spricht.

### „Zen der stillen Erleuchtung“
Rujing gehörte der Caodong-Schule (曹洞,  Caódòng; jap. Sōtō) des Chan-Buddhismus an, die während der südlichen Song-Zeit in China an Einfluss gewonnen hatte. Hierbei war insbesondere der Caodong-Mönch Hongzhi Zhengjue (宏智正覺,  Hóngzhì Zhèngjué, jap. Wanshi Shōgaku) von Bedeutung, der ab 1129 als Abt ebenjenes Klosters auf dem Tiantong-Berg amtierte. Neben dessen Ausbau trieb Hongzhi auch die Erneuerung der Caodong-Lehre voran. Auf ihn geht das „Zen der stillen Erleuchtung“ (默照禪,  mò zhào chán, jap. moku shō zen) zurück, welches bei der Meditation das beharrliche Betrachten der Essenz des Selbst in den Mittelpunkt stellt, in dem sich bereits die Erleuchtung manifestiere. Honghzi verwendet hierfür die Metapher „das leere Feld der Buddha-Natur bestellen“.
Die von Rujing gelehrte Methode dürfte der von Hongzhi gelehrten „Meditation der stillen Erleuchtung“ entsprechen. Dōgen zitiert in seinen Werken Hongzhi mehr als jeden anderen Chan-Meister mit Ausnahme von Rujing. Obgleich Dōgen sich als Überbringer einer allgemeingültigen Chan-Lehre sah und keine bestimmte Schule begründen wollte, wurde die auf ihn zurückgehende Bewegung in Japan als Sōtō-Zen bekannt. Shikantaza und mokushō zen wurden für diese Schule zu einem identitätsstiftenden Merkmal. Sie sieht sich hierin in der Tradition des historischen Buddha Shakyamuni, welcher der Legende nach unter einem Bodhi-Baum sitzend zur Wahrheit erwachte, sowie des legendären Zen-Patriarchen Bodhidharma, der neun Jahre lang den Blick auf eine Felswand gerichtet meditiert haben soll.

### Shikantazaund Kōans
Hongzhi wurde für die Lehre von der „Stillen Erleuchtung“ von Dahui Zonggao (大慧宗杲,  Dahui Zonggao; jap. Daie Sōkō), einem Mönch der Linji-Schule, scharf angegriffen. Nach Dahuis Meinung konnte wahre Erleuchtung nur durch die Kōan-Übung erlangt werden; die entsprechende Methode wird als „Meditation der Kōan-Betrachtung“ (看話禪,  kan-hua chán, jap. kanna zen) bezeichnet. Sie wurde später insbesondere prägend für die japanische Rinzai-Schule, wo sie durch Hakuin Ekaku eine Erneuerung erfuhr. Die Kritik Dahuis wurde später auch von Anhängern der Rinzai-Schule aufgegriffen. So wurde das im Sōtō praktizierte Shikantaza bisweilen abfällig als „Zen ohne Ziel“ (mui zen) oder „Zen des Nichtstuns“ (buji zen) bezeichnet, bei dem der Übende sich schon im Besitz der Erleuchtung wähne. Zudem wurden Parallelen zum „Polieren des Geistesspiegels“ gezogen, das der Sechste Patriarch Huineng als graduelle Erleuchtung geschmäht hatte. Umgekehrt warfen die Sōtō-Anhänger der Kōan-Methode vor, sie führe zu einem „Zen der Erleuchtungserwartung“ (taigo zen). Den Vorwurf des Gradualismus richteten sie ihrerseits gegen das von Hakuin installierte Rinzai-Lehrsystem, bei dem der Novize von seinem Meister Kōans steigenden Schwierigkeitsgrades gestellt bekommt, was sie als „schrittweises Zen“ (hashigo zen) kritisierten. Vielmehr entspreche Shikantaza gerade Huinengs Lehre, dass die Buddha-Natur bereits allen Menschen inhärent ist und es deswegen „nichts zu erlangen“ gibt.
Dass Dōgen sich mit dem Begriff des Shikantaza spezifisch gegen den Einsatz von Kōan aussprechen wollte, ist in seinen Werken nicht belegt. Tatsächlich brachte Dōgen selbst Kōan-Sammlungen von seiner Chinareise mit, die er ins Japanische übersetzte. Ebenso wurde eine der wichtigsten klassischen Zusammenstellungen von Kōans, das Congrong-lu (從容錄,  Cóngróng lù, jap. Shōyōroku) von Hongzhi kompiliert. Die Verwendung von Kōans in der Sōtō-Schule nahm insbesondere zum Ende des 18. Jahrhunderts stark ab, da sie als Rinzai-typisch wahrgenommen wurden. Eine treibende Kraft hinter dieser Reformbewegung war Gentō Sokuchū, dem 50. Abt des von Dōgen begründeten Klosters Eiheiji.
Das Verhältnis von Shikantaza und Kōans ist seit einigen Jahren Gegenstand der religionswissenschaftlichen Forschung. So kommt etwa Foulk auf der Grundlage einer Textanalyse zu dem Schluss, dass Dōgen tatsächlich nicht die Art von Zazen lehrte (oder sich auch nur ausdachte), die ihm von modernen Soto-Gelehrten und Zen-Lehrern gemeinhin als Shikantaza zugewiesen wird. Er weist darauf hin, dass Dogens Anweisungen fürs Zazen diesen Ausdruck nicht verwenden und auch keine Methode empfehlen, die sich mit dem deckt, was heutige Forscher über Nur-Sitzen sagen. Vielmehr habe Dōgen Rujings Ermahnung zum „Nur-Sitzen“ als Kōan im Sinne eines „Erlange nur Erwachen!“ verstanden.

## Praxis
In der modernen Zen-Praxis wird Shikantaza oft als eine Methode ohne Methode bezeichnet. Es richtet sich an die Geisteshaltung der Zen-Praktizierenden und stellt eine vertiefende Methode der Zen-Meditation dar. Anders als andere Meditationstechniken gibt es hier nichts zu tun als einfach nur in bewusster Achtsamkeit zu sitzen. Dabei soll nicht über das Sitzen selbst nachgedacht werden, sondern es soll sich ein Eins-Werden mit dem Da-Sitzen einstellen. Zu diesem Zweck müssen die schon bald schier endlos auf den Übenden einstürmenden Gedanken losgelassen werden, bis sie sich nach und nach immer seltener ausbilden. Keineswegs ist es jedoch das Ziel, die Gedanken aktiv im Geist zu unterdrücken oder wegzuschieben, bis das Denken „leer“ geworden ist. Vielmehr soll entdeckt werden, was „hinter“ den Gedanken liegt, wenn man bereit ist, diese aufzugeben. Anders als etwa im Schlaf- oder Dämmerzustand ist man während des Übens bei besonders klarem und präsenten Bewusstsein, welches allerdings frei von diskursivem Denken ist.
In der Sōtō-Schule werden Shikantaza und Zazen-Praxis nur gemeinsam gelehrt. Shikantaza kann damit nicht losgelöst von der Zazen-Haltung und der Grundeinstellung, an keinem erlebten Zustand oder Gefühl haften zu bleiben, verstanden werden. Die Übung wird als endlose Vertiefung aufgefasst. Selbst ein Erleuchteter soll nicht an dem „Zustand“ der Erleuchtung, die sich im Sitzen manifestiert, anhaften, sondern selbst diese Erfahrung hinter sich lassen und die Übung weiter vertiefen. Die Begleitung ernsthaft Shikantaza praktizierender durch einen erfahrenen (Zen-)Meister oder Lehrer wird nach dieser Lehre als notwendig angesehen, um einer Reihe von Fehlentwicklungen vorzubeugen. Als eine Gefahr bei dieser Meditationsmethode wird bisweilen das Festhalten an der Zazen-Praxis selber gesehen, wie es Shunryū Suzuki in seinem Buch Zen-Geist / Anfänger Geist beschreibt. Einige Sōtō-Anhänger sprechen zudem bewusst nicht von Kenshō oder Satori, um keine Erwartungen zu wecken.